# ادوارد هند
ادوارد هَند (Edward Hand) (زادهٔ ۳۱ دسامبر ۱۷۴۴ – در گذشتهٔ ۳ سپتامبر ۱۸۰۲)، سرباز، پزشک و سیاستمدار ایرلندی بود که در ارتش قاره‌ای در طول جنگ انقلابی آمریکا خدمت کرد و به درجه ژنرالی رسید و بعداً، عضو چندین نهاد دولتی پنسیلوانیا بود.

## اوایل زندگی و حرفه
هَند در ۳۱ دسامبر ۱۷۴۴ در کلیداف، شهرستان کینگز (شهرستان آفلی امروزی)، کشور ایرلند به‌دنیا آمد و در شینرون غسل تعمید داده شد. پدرش جان هَند بود. خانواده کرنی که از اجداد باراک اوباما، رئیس‌جمهور سابق آمریکا بودند، از همسایگان نزدیک او بودند. او از نوادگان ماگ فلایتیمه (از جنوب اولاید و مید) یا فلاتیمهین (از خاندان سیول مویرادایگ) بود که با ترجمه نادرست (فلایتیمه/ فلاتیمهین به لامهین؛ لامین= هَند) به لاوین یا هَند تبدیل شد.
هَند از کالج ترنیتی دوبلین، مدرک پزشکی گرفت. هَند در سال ۱۷۶۷ به عنوان دستیار جراح در هجدهمین هنگ پیاده‌نظام شاهنشاهی ایرلند، ثبت‌نام کرد. در ۲۰ مه ۱۷۶۷، او با هنگ پیاده‌نظام از کوب، کورک، ایرلند دریانوردی نمود و در ۱۱ ژوئیه ۱۷۶۷ به فیلادلفیا رسید. در ۱۷۷۲، به او به عنوان پرچمدار، مأموریت داده شد. او همراه با هنگ به سمت فورت پیت، در محل انشعاب رودخانه اوهایو، پیشروی کرد و سپس به فیلادلفیا بازگشت. او در سال ۱۷۷۴ از مأموریت خود استعفا داد.
در ۱۷۷۴، هَند به لنکستر، پنسیلوانیا نقل مکان کرد و در آنجا به پزشکی پرداخت. در ۱۳ مارس ۱۷۷۵، با کاترین اوینگ (متولد ۲۵ مارس ۱۷۵۱ در فیلادلفیا، پنسیلوانیا) ازدواج کرد. لنکستر منطقه‌ای بود که تعدادی از نخستین ایرلندی‌ها و همچنین اسکاتلندی-ایرلندی‌های مهاجر در پنسیلوانیا در آن اسکان یافته بودند؛ مردمی که به دلیل عقاید ضد انگلیسی و انقلابی خود، معروف بودند. هَند در تشکیل انجمن هم‌پیمانان شهرستان لنکستر که یک گروه شبه نظامی استعماری بود، فعال بود.
هَند یک فراماسون ردهٔ ۳۲، عضو لژ نظامی مونتگومری شماره ۱۴ بود.

## انقلاب آمریکایی

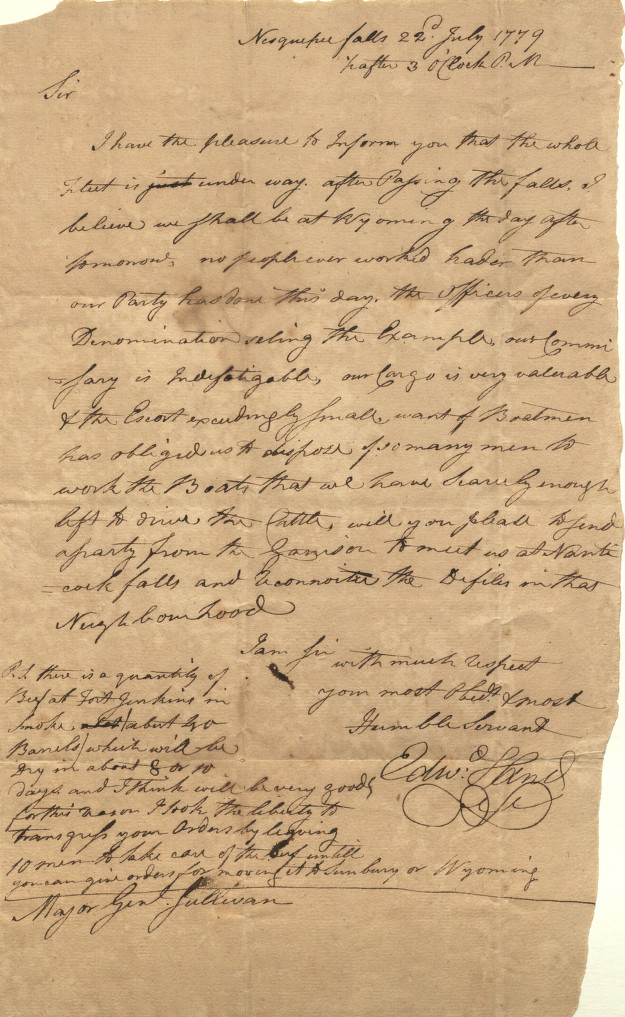
نامه‌ای از ژنرال هند به سرلشکر جان سالیوان در ۲۲ ژوئیه ۱۷۷۹

هَند در سال ۱۷۷۵، به عنوان سرهنگ دوم، در اولین هنگ پنسیلوانیا تحت فرماندهی سرهنگ ویلیام تامپسون در ارتش قاره‌ای، وارد شد. او در ۱۷۷۶ به درجهٔ سرهنگی ارتقا یافت و به فرماندهی قاره اول (که در آن زمان به عنوان اولین پنسیلوانیا نام‌گذاری شده بود) منصوب شد. در مارس ۱۷۷۷ به درجهٔ سرتیپی ارتقا یافت و به عنوان فرمانده فورت پیت خدمت کرد و با وفاداران بریتانیا و متحدان سرخ‌پوست آنها، جنگید. او بعد از حدود دو سال در فورت پیت فراخوانده شد تا به عنوان فرمانده تیپ در لشکر، سرلشکر لافایت خدمت کند.
در سال ۱۷۷۸، هَند به لناپ حمله کرد و در یک عملیات نظامی؛ مادر، برادر و چند تن از فرزندان کاپیتان پایپ را کشت. به دلیل عدم تمایز میان گروه-های بومی آمریکا، هَند به لناپ که بی‌طرف بود، حمله کرد. در حالی که تلاش می‌کرد تا تهدید سرخ‌پوستان را برای مهاجران در اوهایو کاهش دهد؛ زیرا قبایل دیگری مانند شاونی، با بریتانیایی‌ها متحد شده بودند.
پس از چند ماه، او به عنوان فرمانده آجودان ارتش قاره منصوب شد و در طول محاصره یورک تاون، در آن سمت خدمت کرد. به پاس خدمات طولانی و برجسته‌اش، در سپتامبر ۱۷۸۳ به‌صورت افتخاری، به درجه سرلشکری ارتقا یافت. او در نوامبر ۱۷۸۳ از ارتش استعفا داد.
او یکی از اعضای اصلی انجمن سینسیناتی بود.

## پس از انقلاب
هَند به لنکستر بازگشت و دوباره طبابت کرد. او طرفدار دولت فدرال و فعال امور مدنی بود و پُست‌های ذیل را داشت:
- رئیس برجس لنکستر
- گزینندهٔ ریاست جمهوری
- نماینده مجمع قانون اساسی پنسیلوانیا در سال ۱۷۹۰
- عضو کنگره کنفدراسیون، ۱۷۸۴–۱۷۸۵
- عضو مجلس پنسیلوانیا، ۱۷۸۵–۱۷۸۶

در ابتدای ۱۷۸۵، او مالک و اداره‌کننده مزرعه راک فورد، مزرعه‌ای ۱۷۷ هکتاری (۰٫۷۲ کیلومتر مربع) در سواحل رودخانه کانستوگا، در یک مایلی (۱٫۶ کیلومتری) جنوب لنکستر، پنسیلوانیا. عمارت آجری جورجیا امروز یا همان مزرعه سابق، به مکان تاریخی برای بازدید عموم مردم تبدیل شده‌است. گمان می‌رود که هَند در ۱۸۰۲ بر اثر حصبه، اسهال خونی یا ذات‌الریه در راک فورد، فوت کرده باشد. مدارک پزشکی شفاف نیستند، اما برخی منابع خبر از آن می‌دهد که هَند بر اثر وبا درگذشته باشد. هیچ مدرکی مبنی بر شیوع وبا در شهرستان لنکستر در ۱۸۰۲، وجود ندارد. هَند در گورستان اسقفی سنت جیمز در لنکستر، همان کلیسایی که در آن به عنوان شماس (درجه پایین‌تر از کشیش در کلیسا) خدمت کرده بود، به خاک سپرده شد.